# Orthothecium hyalopiliferum
Orthothecium hyalopiliferum är en bladmossart som beskrevs av Redfearn och Bruce H. Allen 1991. Orthothecium hyalopiliferum ingår i släktet glansmossor, och familjen Hypnaceae. Inga underarter finns listade i Catalogue of Life.